# Richard Kappelin

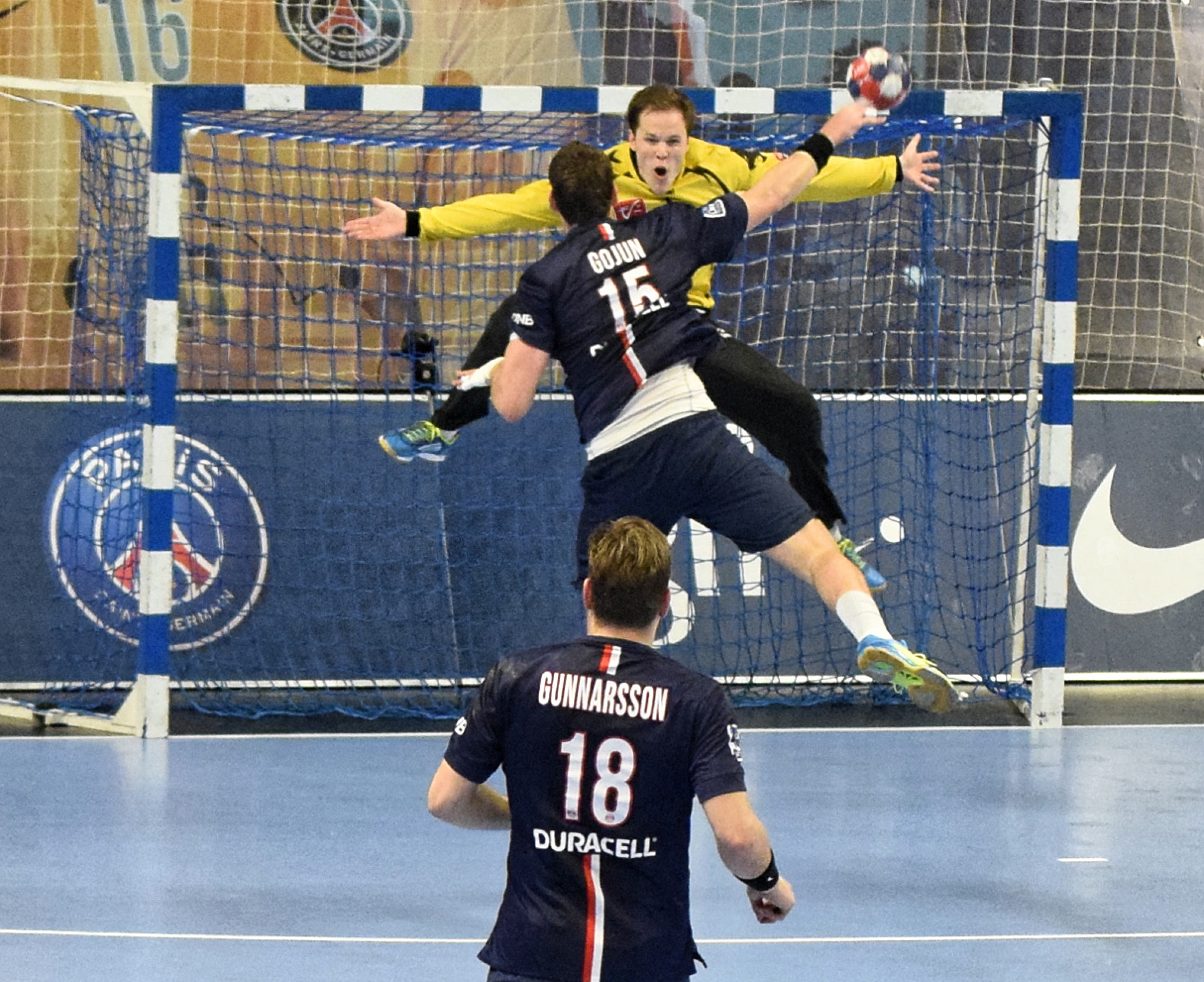
Spiel zwischen PSG Handball und Selestat. In Coubertin, am 8. April 2015..

Richard Carl Johan Kappelin (* 30. September 1983 in Västerås) ist ein ehemaliger schwedischer Handballspieler.
Der 1,91 m große und Rechtshänder wurde als Handballtorwart eingesetzt.
Mit der schwedischen Junioren-Auswahl wurde Richard Kappelin U-21-Weltmeister 2003.
Kappelin debütierte 2002 bei IK Sävehof in der schwedischen Elitserien und wurde 2004 Meister. Er erreichte das Halbfinale im EHF Challenge Cup 2002/03 sowie die 3. Runde im EHF-Pokal 2003/04.
Anschließend spielte er bis 2010, in der Saison 2006/07 kehrte er kurzzeitig zu Sävehof zurück, beim Ligarivalen Alingsås HK, mit dem er 2009 seine zweite Meisterschaft gewann. In den Spielzeiten 2008 und 2009 wurde Kappelin zum besten Torhüter der Elitserien gewählt. 2010 ging er in die spanische Liga ASOBAL, zuerst zu BM Ciudad Encantada, 2012 zu BM Aragón. Nach finanziellen Problemen des Vereins gab der zweitbeste Keeper der abgelaufenen Saison ab Februar 2013 ein kurzes Gastspiel beim katarischen Verein Al Gharafa. Da Kappelin auf Grund der starken Konkurrenzsituation noch kein Länderspiel für Schweden bestritten hat, gab es Spekulationen, dass er die Katarische Staatsbürgerschaft annehmen und bei der Weltmeisterschaft 2015 im Katar für den Gastgeber auflaufen könnte. Ab dem Sommer 2013 lief er für den dänischen Verein Aalborg Håndbold auf, mit dem er in der EHF Champions League 2013/14 das Achtelfinale erreichte. In Saison 2014/15 lief er für Sélestat AHB in der französischen Starligue auf. Nachdem Sélestat 2015 abgestiegen war, schloss sich Kappelin dem spanischen Erstligisten Naturhouse La Rioja an. Ab dem Sommer 2017 stand er beim schwedischen Verein IFK Kristianstad unter Vertrag. Mit Kristianstad gewann er 2018 die schwedische Meisterschaft. Nach der Saison 2019/20 beendete er seine Karriere.
Kappelin ist verheiratet und hat einen Sohn.